# أسرار الإيثار (كتاب)
أسرار الإيثار كان كتاب شعر فلسفي فارسي ثاني للعلامة إقبال، وهو شاعر وفيلسوف من شبه القارة الهندية. ويُعد الجزء الثاني من كتابه أسرار الذات.

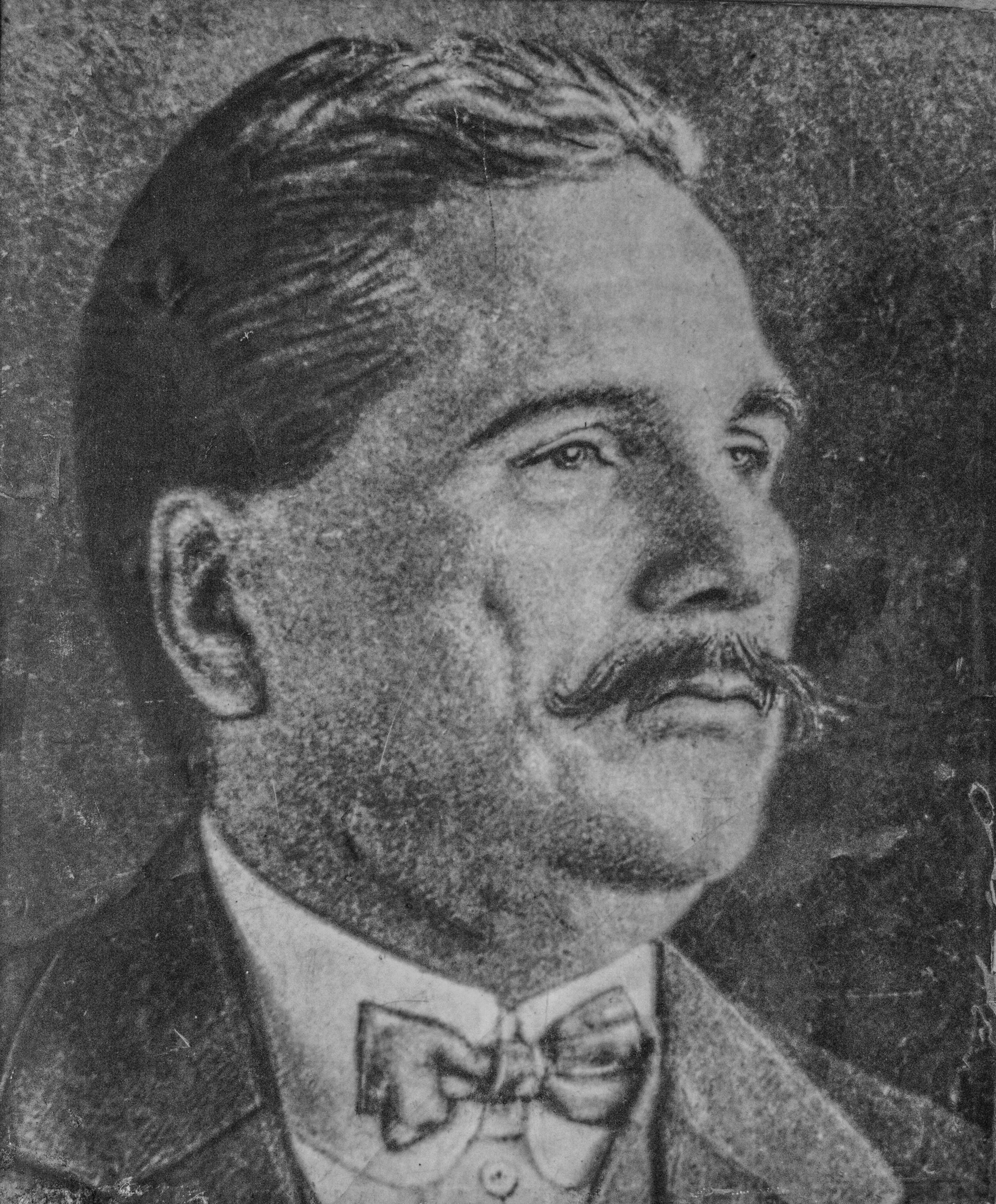
العلامة المؤلف محمد إقبال

## المقدمة
نُشرت هذه المجموعة من القصائد باللغة الفارسية عام 1918، وتتناول مواضيعها الرئيسة المجتمع المثالي، والمبادئ الأخلاقية والاجتماعية الإسلامية، والعلاقة بين الفرد والمجتمع. ورغم أنه ملتزم في كل شيء بالإسلام والشريعة الدينية، إلا أن إقبال يُعطي لمحات عن الجوانب الإيجابية المماثلة في الديانات الأخرى. يكمل كتاب أسرار الإيثار التركيز على الذات في كتاب أسرار الذات، وغالبًا ما يُوضع الكتابات في نفس المجلد تحت عنوان أسرار الرموز . ترجم آربري الكتاب إلى الإنجليزية لأول مرة في عام 1953. إن هذا الكتاب بنظر المؤلف موجه إلى المسلمين في العالم. يرى إقبال أن الفرد ومجتمعه هما انعكاس لبعضهما البعض. يرى إقبال ضرورة يقظة المسلمين حيث يرى بأن العالم يتغير، وأنهم يعيشون في منعطف خطير، وقد تكون رؤيته متأثرة بسقوط الدولة العثمانية، ودخول البريطانيين إلى بيت المقدس. يحتاج الفرد إلى التعزيز قبل أن يتمكن من الاندماج في المجتمع، الذي يعتمد تطوره بدوره على الحفاظ على الأنا الجماعية. ومن خلال الاتصال بالآخرين، يتعلم الأنا قبول حدود حريته ومعنى الحب. يجب على المجتمعات الإسلامية ضمان النظام في الحياة وبالتالي الحفاظ على تقاليدها المجتمعية. وفي هذا السياق يرى إقبال الدور الحيوي للمرأة، فهي كأم مسؤولة بشكل مباشر عن غرس القيم في أطفالها.

## المواضيع
| - مقدمة - إهداء إلى المجتمع المسلم - مقدمة: في صلة الفرد بالمجتمع - أن المجتمع يتكون من اختلاط أفراده، وأن إكمال تربيته يعود إلى النبوة. - أركان الإسلام - الركن الأول: توحيد الله - أن اليأس والحزن والخوف أم الرجاسات، مهلكة الحياة؛ وأن الإيمان بتوحيد الله يقضي على تلك الأمراض الخبيثة. - حوار السهم والسيف - الإمبراطور أورنجزيب عالمجير والنمر - الركن الثاني: الرسل في الإسلام - أن غاية رسالة النبي محمد كانت إرساء الحرية والمساواة والأخوة بين البشرية جمعاء. - قصة أبو عبيد وجابان، في مثال الإخوان المسلمين - قصة السلطان مراد الثاني والمهندس المعماري، في مثال المساواة بين المسلمين - في حرية المسلمين وسر مأساة كربلاء - بما أن الأمة المحمدية قائمة على الإيمان بإله واحد ورسالة، فهي بالتالي غير محدودة بمكان - أن الوطن ليس أساس الأمة، ولا ينبغي الخلط بين هذا المفهومين - موسم الورد يدوم - أن تنظيم الأمة لا يتم إلا بالقانون، وأن قانون الأمة المحمدية هو القرآن الكريم - أن في زمن الانحطاط، الالتزام الصارم خير من التكهنات الحرة - أن نضج الحياة الجماعية ينبع من اتباع القانون الإلهي | - أن حسن الخلق الجماعي ينبع من الانضباط على نهج النبي محمد. - أن حياة الجماعة تتطلب بؤرة ظاهرة، وأن بؤرة الجماعة الإسلامية هي بيت الله الحرام والأقصى. - أن التضامن الحقيقي يكمن في تبني هدف جماعي ثابت، وأن غاية الجماعة المحمدية هي الحفاظ على التوحيد ونشره. - أن اتساع نطاق الحياة الجماعية يعتمد على التحكم في قوى النظام العالمي. - أن كمال الحياة الجماعية يتحقق عندما تكتشف الجماعة، كالفرد، الإحساس بالذات؛ وأن نشر هذا الإحساس وتكامله يمكن تحقيقه من خلال الحفاظ على التقاليد الجماعية. - أن استمرار النوع ينبع من الأمومة. وأن حفظ الأمومة وتكريمها أساس الإسلام. - أن السيدة فاطمة الزهراء هي النموذج الأمثل للمرأة المسلمة. - خطاب إلى المحجبات في الإسلام. - ملخص مضمون القصيدة. - في تفسير سورة الإخلاص: (قل هو الله أحد). - (الله الصمد). - (لم يلد ولم يولد). - (ولم يكن له كفوًا أحد). - ذكرى المؤلف لمن هو رحمة للعالمين. |

## ملحوظات
1. ↑  مذكور في: تفريغات بيانات Freebase. الناشر: جوجل.

## طالع أيضًا
- فهرس المقالات المتعلقة بمحمد إقبال[الإنجليزية]
- أرماغان الحجاز
- أسرار الذات
- بل جبريل
- بنجي دارا
- جاود نامه
- ماذا ينبغي أن نفعل إذن يا أهل الشرق
- بيام المشرق
- زبور العجم
- ضرب الكليم

## روابط خارجية
اقرأ على الإنترنت
- "Rumuz-e-Bekhudi". Iqbal Academy Pakistan. مؤرشف من الأصل في 2025-05-05.
- "Rumuz-e-Bekhudi". Iqbal Cyber Library. مؤرشف من الأصل في 2024-08-09.
- "The Mysteries of Selflessness, English translation of Rumuz-e-Bekhudi by AJ Arberry". Iqbal Academy Pakistan. مؤرشف من الأصل في 2025-05-18.
- "Secrets and Mysteries, English translation of Asrar-o-Rumuz by RA Nicholson & AJ Arberry". Iqbal Cyber Library. مؤرشف من الأصل في 2024-07-21.

المواقع ذات الصلة
- الموقع الرسمي للعلامة إقبال نسخة محفوظة 21 February 2014 على موقع واي باك مشين.
- مكتبة إقبال الإلكترونية، المكتبة الإلكترونية
- مجموعة قصائد الأردية: جامعة كولومبيا
- الموسوعة البريطانية.
- مجموعة شعر العلامة إقبال الأردية
- كتب العلامة إقبال القابلة للبحث (iqbal.wiki)
- مؤلفات أسرار الإيثار (كتاب) في مشروع غوتنبرغ
- الكتب الإلكترونية للعلامة إقبال على رختا

صفحات التواصل الاجتماعي
- صفحة العلامة إقبال على الفيسبوك
- حساب تويتر للعلامة إقبال

قناة اليوتيوب
- قناة العلامة إقبال على اليوتيوب